# Найвеличніший шоумен
«Найвеличніший шоумен» (англ. The Greatest Showman) — американська біографічна музична кінодрама режисера Майкла Грейсі 2017 року. Стрічка розповідає про життя американського шоумена Фінеаса Тейлора Барнума, котрий винайшов сучасний цирк. У головних ролях Г'ю Джекман, Зак Ефрон, Ребекка Фергюсон.
Вперше у США показ фільму почався 25 грудня 2017 року, в Україні у широкому кінопрокаті показ фільму розпочався 4 січня 2018 року.

## Сюжет
Фінеас Барнум, ще бувши хлопчиком, мріє про визнання, але поки працює прислугою в будинку багатих Голлетів. Він здружується з їхньою дочкою Черіті, але невдовзі батьки віддають її на виховання до пансіонату. Батько Фінеаса помирає і хлопчику доводиться самому дбати про себе. Спочатку він живе з крадіжок, але потім вдається до хитрощів, наприклад, продає викинуті на смітник газети. Ставши дорослим, Фінеас просить у Бенджаміна Голлета дозволу одружитися з Черіті. Той неохоче погоджується.
У подружжя народжуються доньки Керолайн і Гелен. Родина живе у Нью-Йорку, де хоч не має багато грошей, але щаслива. Несподівано компанія, в якій працює Барнум, розорюється через те, що її кораблі потонули в шторм. Він задумує заробляти, почавши розважальний бізнес, але для цього слід взяти великий кредит у банку. Фінеас обманює банкіра, віддавши під заставу затонулі кораблі. Він купує музей, проте туди приходить мало відвідувачів. Донька підказує показувати в музеї щось живе, а не самі лиш опудала і воскові скульптури.
Шукаючи дивовижі, Фінеас знаходить карлика Чарльза, а потім бородату жінку Летті та інших незвичайних людей. Хоча суспільство вважає їх потворними, Барнум переконує їх, що ті можуть веселити народ. У музеї влаштовується шоу, що збирає велику публіку. Втім, театральний критик і журналіст Джеймс Беннет пише про шоу розгромну статтю в газеті, називаючи його зборищем усього дурного й непристойного і «цирком». Барнум користується цим, щоб привернути увагу до музею, якому дає назву «Цирк Барнума». Він дорікає Джеймсові, що той не відчуває задоволення від мистецтва, про яке пише, тоді як простий народ щиро сміється в цирку.
Шоу стають все прибутковішими, Фінеас купляє будинок, де селить родину. Після однієї вистави він знайомиться з драматургом Філіпом, який заздрить популярності Фінеаса, але вважає його шоу «низькими». Барнум переконує Філіпа приєднатися до нього за 10 % від прибутків. Той скоро закохується в акробатку Анну. Циркові вистави приносять Фінеасу дедалі більшу славу, він домовляється через Філіпа про подорож до Європи, щоб зустрітися з самою королевою Великої Британії. Прийом у королеви ледве не стає скандалом, але це смішить її, тим самим виправляючи становище. На балу Фінеас знайомиться з відомою оперною співачкою Єнні Лінд і запрошує її на виступ у США.
Влаштувавши концерт Єнні, Барнум здобуває ще більшу славу і доводить, що здатен робити не лише «низькі» циркові вистави. Навіть Джеймс у захваті від концерту. Барнум організовує турне Єнні Америкою, тоді як Філіпа лишає займатися виставами в цирку. Він не пускає циркових акторів на урочисте святкування, і ті ображаються, вважаючи, що їх тримають за недостойних потвор. Барнум вирушає зі співачкою в подорож, тоді як у Нью-Йорку збирається натовп, що вимагає припинити виступи «потвор» у цирку. Батьки Філіпа засуджують його стосунки з акробаткою, Анна, попри почуття до нього, вважає, що вони не можуть бути разом. Посеред турне Єнні починає залицятися до Фінеаса та, отримавши відсіч, свариться з ним. На останньому концерті вона зумисне цілує Барнума в губи, фото потрапляє на перші шпальти газет, розгорається скандал. Фінеас повертається додому, в цей час розгніваний натовп спалює цирк. Філіп кидається у полум'я рятувати Анну, Барнум виносить його після того як будівля завалюється. Побачивши скандальне фото, Черіті з доньками їде до батьків, а банк відбирає будинок.
До Барнума приходять його актори та підбадьорюють тим, що всі вони — одна родина. Адже кожному з них Фінеас показав, хай навіть задля власної вигоди, що вони комусь потрібні. Ці слова спонукають Барнума наздогнати дружину та сказати їй, що вона — найдорожча для нього. Родина возз'єднується, проте тепер така ж бідна, як і на початку. Анна повертається до Філіпа, вони визнають взаємне кохання попри різне походження. На згарищі цирку Барнум зустрічає Джеймса, котрий досі не любить його шоу, але визнає, що той зібрав під одним дахом найрізноманітніших людей і показав їх як рівних, що є «тріумфом гуманізму». Видужалий Філіп повідомляє, що отримуючи свою частку від прибутків, назбирав чималу суму, якої вистачить відкрити новий цирк. За якийсь час відкривається ще більший «Цирк Барнума» під величезним шатром, під яким починається нова грандіозна вистава.

## У ролях
| Актор                     | Персонаж                | Роль                                         |
| ------------------------- | ----------------------- | -------------------------------------------- |
| Г'ю Джекман               | Фінеас Тейлор Барнум    | американський шоумен                         |
| Елліс Рубін               | малий Фінеас            |                                              |
| Мішель Вільямс            | Черіті Барнум           | дружина Фінеаса                              |
| Скайлер Дунн              | мала Черіті             |                                              |
| Остін Джонсон             | Керолайн Барнум         | донька Фінеаса                               |
| Кемерон Сілі              | Гелен Барнум            | донька Фінеаса                               |
| Зак Ефрон                 | Філіп Керлайл           | драматург, партнер Фінеаса                   |
| Ребекка Фергюсон          | Єнні Лінд               | відома оперна співачка                       |
| Пол Спаркс                | Джеймс Гордон Беннет    | театральний критик і журналіст               |
| Зендея                    | Анна                    | акробатка                                    |
| Я'я Абдул-Матін II        | Вілер                   | акробат, брат Анни                           |
| Кіала Сетл                | Летті Лутз              | бородата жінка                               |
| Сем Гампфрі               | Чарльз Страттон         | карлик                                       |
| Наташа Лю Бордіззо        | Ден Ян                  | азійська танцівниця з кинджалами             |
| Ерік Андерсон             | містер О'Маллі          | колишній злодій, фокусник і помічник Фінеаса |
| Деніел Еверідж            |                         | «Найважча людина в світі»                    |
| Шеннон Гольцзапфел        | принц Константин        | «Людина-тату»                                |
| Люсіано Акуна молодший    | Федір Євтихієв          | «Людина-вовк»                                |
| Деніал Сон і Юсаку Коморі | Чанг і Енг Банкери      | «Сіамські близнюки»                          |
| Гейл Ранкін               | королева Вікторія       | королева Великої Британії                    |
| Фредрік Лене              | містер Бенджамін Голлет | батько Черіті                                |
| Кетрін Мейслі             | Анна Голлет             | дружина Бенджаміна, мати Черіті              |
| Віл Свенсен               | Філо Барнум             | батько Фінеаса                               |

## Створення фільму

### Знімальна група
- Кінорежисер — Майкл Грейсі
- Сценаристи — Майкл Арндт, Дженні Бікс, Білл Кондон
- Кінопродюсери — Г'ю Джекман, Лоуренс Марк
- Співпродюсери — Деб Дайєр, Пітер Кон
- Виконавчий продюсер — Дональд Лі-молодший
- Композитор — Бендж Пасек і Джастін Пол
- Кінооператор — Шеймус МакГарві
- Кіномонтаж — Джо Гатшінґ
- Підбір акторів — Тіффані Літтл Кенфілд, Бернар Телсі
- Художник-постановник — Натан Кроулі
- Артдиректори — Лаура Баллінджер
- Художник по костюмах — Еллен Мірошнік[5].

## Сприйняття

### Оцінки й критика
Від кінокритиків фільм отримав негативні відгуки: Rotten Tomatoes дав оцінку 56 % на основі 266 відгуків від критиків (середня оцінка 6/10). Загалом на сайті фільм має погані оцінки, фільму зарахований «гнилий помідор» від фахівців, Metacritic — 48/100 на основі 43 відгуків критиків. Загалом на цьому ресурсі від фахівців фільм отримав змішані відгуки.
Від пересічних глядачів фільм отримав хороші оцінки: на Rotten Tomatoes 86 % зі середньою оцінкою 4,3/5 (25 тис. голосів), фільму зарахований «попкорн», Metacritic — 7,5/10 (590 голосів), Internet Movie Database — 7,5/10 (309 тис. голосів).
Юрій Самусенко на сайті «Moviegram.com.ua» написав, що «завдяки тріумфу „Ла-Ла-Ленду“ цьогоріч на глядачів чекає ще один мюзикл, який увіковічує мрії. Щоправда, не так майстерно … фільм падає у прірву банальності з класичною та не дуже доречною романтичною лінією… стрічка Майкла Грейсі занадто спрощує складні дилеми… Однак у свої найкращі — музичні — моменти „Найвеличніший шоумен“ демонструє весь свій потенціал розважального кіно».

### Касові збори
Під час показу в Україні, що розпочався 4 січня 2018 року, протягом першого тижня на фільм було продано 73 190 квитків, фільм показали на 246 екранах і він зібрав 6 617 908 ₴, що на той час дозволило йому зайняти 3 місце серед усіх прем'єр.
Під час показу у США, що розпочався 20 грудня 2017 року, протягом першого тижня фільм показали у 3 006 кінотеатрах і він зібрав 8 805 843 $, що на той час дозволило йому зайняти 4 місце серед усіх прем'єр. Станом на 7 січня 2018 року показ фільму триває 19 днів (2,7 тижня), зібравши у прокаті в США 75 904 372 долари США (за іншими даними 67 279 372 $), а у решті світу 44 233 217 $ (за іншими даними 35 093 822 $), тобто загалом 120 137 589 $ (за іншими даними 102 373 194 $) при бюджеті 84 млн доларів США.

## Нагороди та номінації
| Список нагород та номінацій | Список нагород та номінацій | Список нагород та номінацій                 | Список нагород та номінацій                             | Список нагород та номінацій | Список нагород та номінацій |
| Кінофестиваль/Кінопремія    | Рік                         | Категорія                                   | Номінант(и)                                             | Результат                   | Дж                          |
| --------------------------- | --------------------------- | ------------------------------------------- | ------------------------------------------------------- | --------------------------- | --------------------------- |
| Премія «Золотий глобус»     | 7.01.2018                   | Найкраща чоловіча роль (комедія або мюзикл) | Г'ю Джекмен                                             | Номінація                   | [ 13 ] [ 14 ]               |
| Премія «Золотий глобус»     | 7.01.2018                   | Найкраща пісня                              | This Is Me (музика і слова: Бендж Пасек, Джастін Пол)   | Перемога                    | [ 16 ] [ 17 ]               |
| Премія «Золотий глобус»     | 7.01.2018                   | Найкращий фільм (комедія або мюзикл)        | Найвеличніший шоумен                                    | Номінація                   | [ 13 ]                      |
| Премія «Оскар»              | 4.03.2018                   | Найкраща пісня                              | This Is Me (музика і слова: Бендж Пасек та Джастін Пол) | Номінація                   | [ 18 ]                      |

### Виноски
1. ↑  Найвеличніший шоумен. Ukrainian Film Distribution. Архів оригіналу за 16 листопада 2017. Процитовано 16 листопада 2017.
2. 1 2  The Greatest Showman: Release Info (англ.). Internet Movie Database. Архів оригіналу за 16 грудня 2017. Процитовано 8 лютого 2017.
3. 1 2  Найвеличніший шоумен. Kino-teatr.ua. Архів оригіналу за 14 серпня 2017. Процитовано 14 серпня 2017.
4. 1 2 3 4 5  The Greatest Showman (англійською) . Box Office Mojo. Архів оригіналу за 28 серпня 2017. Процитовано 7 січня 2018.
5. ↑  The Greatest Showman: Full Cast & Crew (англ.). Internet Movie Database. Архів оригіналу за 28 грудня 2017. Процитовано 8 лютого 2017.
6. 1 2  The Greatest Showman (англійською) . Rotten Tomatoes. Архів оригіналу за 22 травня 2016. Процитовано 7 січня 2018.
7. 1 2  The Greatest Showman (англійською) . Metacritic. Архів оригіналу за 26 січня 2021. Процитовано 7 січня 2018.
8. ↑  The Greatest Showman (англійською) . Internet Movie Database. Архів оригіналу за 7 січня 2018. Процитовано 7 січня 2018.
9. ↑  Юрій Самусенко (5 січня 2018). Найвеличніший шоумен. Знедолені у цирку. Moviegram.com.ua. Архів оригіналу за 10 січня 2018. Процитовано 10 січня 2018.
10. ↑  Олексій Першко (10 січня 2018). Бокс-Офіс 1 (2018): Буйства свята. Kino-teatr.ua. Архів оригіналу за 10 січня 2018. Процитовано 10 січня 2018.
11. 1 2 3 4  The Greatest Showman (2017) (англійською) . The Numbers. Архів оригіналу за 8 січня 2018. Процитовано 7 січня 2018.
12. ↑  Нагороди та номінації фільму Найвеличніший шоумен на сайті IMDb (англ.)
13. 1 2  Golden Globes: Full list of nominees. BBC News. Архів оригіналу за 6 квітня 2020. Процитовано 11 грудня 2017.
14. ↑  The full list of nominations for the Golden Globes 2018. Guardian. 11 грудня 2017. Архів оригіналу за 4 січня 2018. Процитовано 3 січня 2018.
15. ↑  Кліп: Kesha - This Is Me [Архівовано 7 березня 2018 у Wayback Machine.] (OST The Greatest Showman) 2017
16. ↑  75th Golden Globe Awards. goldenglobes.com (англ.) . Архів оригіналу за 11 січня 2020. Процитовано 8.01.2018.
17. ↑  Variety Staff. Golden Globes Winners: Complete List. Variety (англ.) . 7 січня 2018. Архів оригіналу за 8 січня 2018. Процитовано 8.01.2018.
18. ↑  Оголошено номінантів на «Оскар-2018». Повний перелік. Детектор медіа. 23 січня 2018. Архів оригіналу за 24.01.2018. Процитовано 24.01.2018.